# Артишок испанский
Артишо́к испа́нский или Кардон (лат. Cynara cardunculus) — вид многолетних растений рода Артишок (Cynara) семейства Астровые (Asteraceae), произрастает в Европе и Азии.
Вероятная родина растения — Азия. Происхождение названия объясняется от арабских слов al-khurshūf (الخرشوف), через итальянское articiocco. Cynara — от греч. κύον — собака, по сходству листков обёртки с собачьими зубами, или от глагола греч. κνάω — царапаю; scolymus от греч. σκώλος — кол, острие.

## Биологическое описание
Многолетнее травянистое растение.

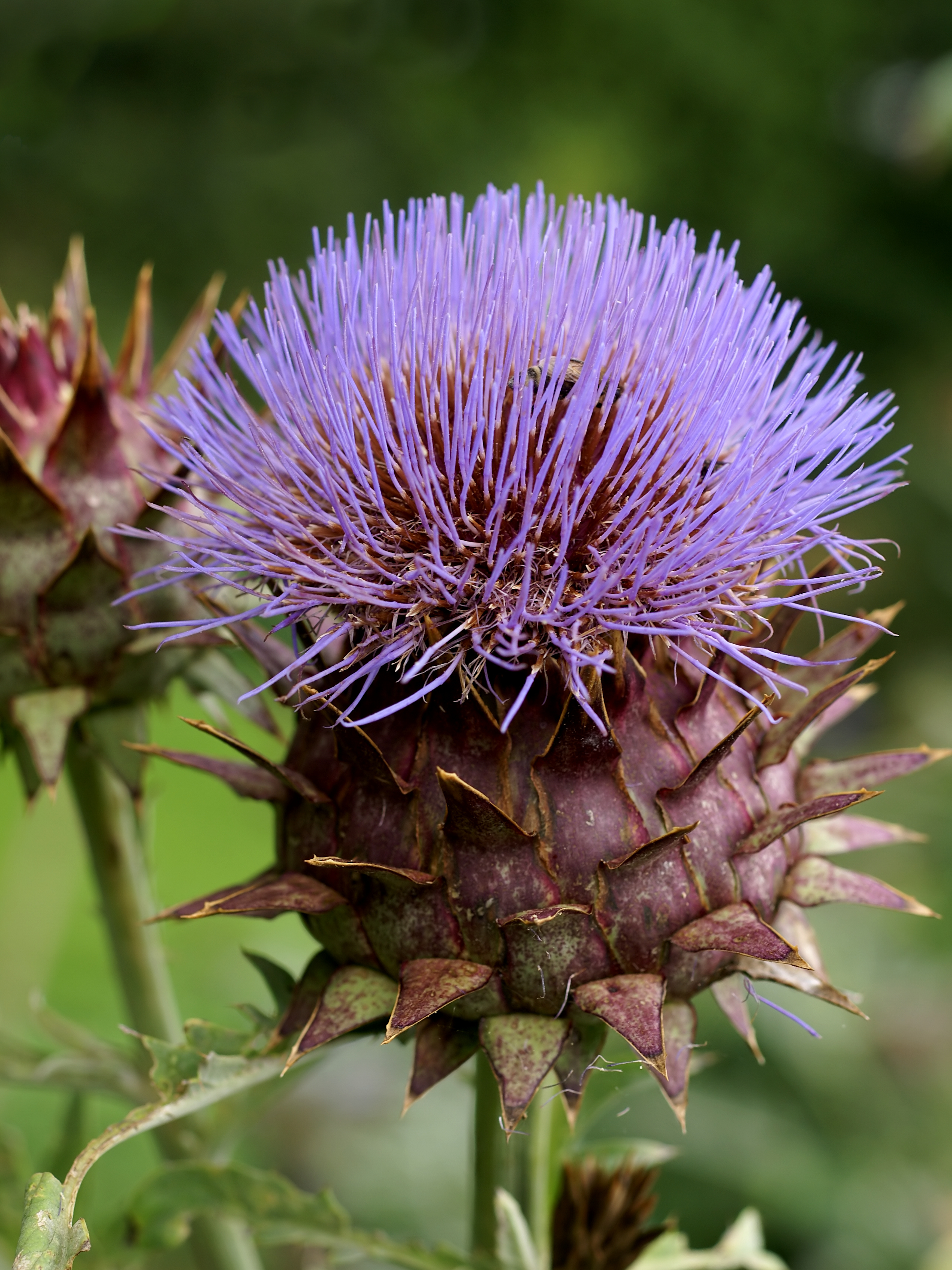
Соцветие Артишока испанского

Листья перисторассеченные, с зубчатыми лопастными сегментами, иногда колючие, снизу опушенные, зелёные или серовато-зелёные.
Цветки собраны в большие (до 12 см в диаметре) корзинки. Обёртка почти шарообразная из многорядных, мясистых при основании, листочков. Венчик трубчатый, пятираздельный, синий или сине-фиолетовый.
Плод — семянка, крупная, голая, сплюснутая или четырёхугольная, со срезанной верхушкой.

## Распространение и экология
В диком виде растет в Южной Европе и Северной Африке. Введен в культуру Средиземноморского региона задолго до нашей эры. В настоящее время выращивается во многих странах Южной Америки и Европы, особенно во Франции и Италии.

## Химический состав растительного сырья
В листьях артишока содержатся флавоноидные гликозиды — производные лютеолина — цинарозид, сколимозид и цинаротризид; фенолкарбоновые кислоты (кофейная, хлорогеновая, неохлорогеновая, 4-о-кофесил-кофеил-D-хинная кислота). Кроме того, в составе растения найдены гликолиевая и глицериновая кислоты, полисахарид инулин.
Цветоложе содержит белковые вещества, углеводы, каротин, инулин, в большом количестве витамины — тиамин, рибофлавин, аскорбиновую кислоту.

## Применение
Артишок начали культивировать более 5 тысяч лет тому назад, как пищевое и лекарственное растение.
Изображение этого овоща встречается в Египте на колоннах Карнакского храма, на развалинах храма близ Фив.
У древних греков и римлян он ценился выше всех других овощей. Считалось, что употребление артишока в пищу смягчает запах пота, способствует приятности дыхания, а сок, выжатый из растения до цветения, укрепляет редеющие волосы. В Испании и Португалии настой из цветов артишока испанского и артишока приземистого издавна используется вместо сычужной вытяжки при приготовлении овечьих и козьих сыров.
Французско-нидерландский ботаник Клузиус в 1564 году привёз семена кардона из Испании в Центральную Европу. Он утверждал, что испанцы ели кардон сырым, как гарнир к мясу.
В Россию он, как декоративное растение, был завезен по указанию Петра I.

### Применение в кулинарии
Артишок — популярное пряно-вкусовое овощное растение во многих странах Западной Европы, особенно во Франции, Италии, Греции. В пищу употребляют мясистое цветоложе нераскрывшихся соцветий (корзинок) и утолщенные основания чешуек нижних рядов обертки. Из сырых и консервированных артишоков приготовляют салат, в отварном виде его едят с соусами. Нижняя часть мякоти артишока — ценный диетический продукт. Благодаря наличию цинарина растение полезно пожилым людям и больным атеросклерозом (при употреблении в пищу отмечается улучшение самочувствия и снижение холестерина).
| |  |  |
| Слева направо: Собранный артишок. Артишок, подготовленный для приготовления. Пакетик артишокового чая. |  |  |

### Применение в медицине
В последние годы во многих странах мира из листьев артишока получены лекарственные препараты. В экспериментах на животных и в клинических испытаниях подтверждено их мочегонное, желчегонное и гипохолестеринемическое действие. Препараты артишока применяются для лечения желтухи (особенно у детей), жёлчно-каменной болезни, гепатита, эндартериита, а также атеросклероза. Имеются сведения об успешном применении его препаратов для лечения аллергии (крапивницы, сывороточной болезни и др.), ряда форм псориаза и экзем. Артишок показан в пред- и послеоперационном периоде больным, подвергшимся операциям на печени и почках. Экстракт артишока и цинарин у людей и животных при приеме внутрь оказывает выраженное холеретическое действие, увеличивая в желчи сухой остаток и содержание холестерина. При лечении сифилиса препаратами из группы арсенобензолов одновременное назначение больным экстракта артишока ослабляет их токсическое действие на печень. У больных азотемией экстракт вызывает увеличение диуреза и концентрационной способности почек, азотурию и улучшение общего состояния.

### Применение в народной медицине
Древнеримский ученый Плиний Старший ценил артишок как мочегонное средство. В эпоху Возрождения и Средние века растение применяли как мочегонное, противоревматическое и желчегонное средство. В XVIII—XIX веках листья артишока широко использовали для лечения желтухи, цинги, при отёках, ревматизме, некоторых сердечных заболеваниях, сопровождающихся отёками, как потогонное и средство, повышающее аппетит. В России упоминание о лекарственной ценности артишока впервые встречается у А. Т. Болотова («О том, что в артишоках врачебного»), использовался он в те времена при желтухе и хронической ломоте.

## Классификация

### Таксономия
Вид Артишок испанский входит в род Артишок (Cynara) семейства Астровые (Asteraceae) порядка Астроцветные (Asterales).
|  |                                      |  |                                                             |                                                             |                    |  | ещё 12 семейств (согласно Системе APG II) | ещё 12 семейств (согласно Системе APG II) |                          |  |  |  | ещё около 10 видов |
|  |                                      |  |                                                             |                                                             |                    |  | ещё 12 семейств (согласно Системе APG II) | ещё 12 семейств (согласно Системе APG II) |                          |  |  |  | ещё около 10 видов |
|  |                                      |  |                                                             | порядок Астроцветные                                        |                    |  |                                           |                                           | род Артишок              |  |  |  |                    |
|  |                                      |  |                                                             | порядок Астроцветные                                        |                    |  |                                           |                                           | род Артишок              |  |  |  |                    |
|  | отдел Цветковые, или Покрытосеменные |  |                                                             |                                                             | семейство Астровые |  |                                           |                                           | вид Артишок испанский    |  |  |  |                    |
|  | отдел Цветковые, или Покрытосеменные |  |                                                             |                                                             | семейство Астровые |  |                                           |                                           |                          |  |  |  |                    |
|  |                                      |  | ещё 44 порядка цветковых растений (согласно Системе APG II) | ещё 44 порядка цветковых растений (согласно Системе APG II) |                    |  |                                           | ещё около 900—1000 родов                  | ещё около 900—1000 родов |  |  |  |                    |
|  |                                      |  |                                                             | ещё 44 порядка цветковых растений (согласно Системе APG II) |                    |  |                                           |                                           | ещё около 900—1000 родов |  |  |  |                    |

### Разновидности
В ходе культивации был выведен ряд разновидностей, различающихся цветом и размером цветоложа и количеством семян.
Вегетативные разновидности:
- Зелёный цвет, большой размер — Camus de Bretagne, Castel (Франция), Green globe (США).
- Зелёный цвет, средний размер — Blanca de Tudela (Испания), Argentina, Española (Чили), Blanc d'Oran (Алжир), Sakiz, Bayrampsha (Турция).
- Пурпурный цвет, большой размер — Romanesco, C3 (Италия).
- Пурпурный цвет, средний размер — Violet de Provence (Франция), Brindisino, Catanese (Италия), Violet d'Algerie (Алжир), Baladi (Египет).

Многосеменные разновидности: 
- Промышленные — Madrigal, Lorca, A-106, Imperial Star.
- Зелёные — Symphony, Harmony
- Пурпурные — Concerto, Opal, Tempo.